# Aringay
Aringay é um município de  segunda classe de renda municipal (d) na província La Union, nas Filipinas. De acordo com o censo de 1 de maio  de  2020 possui uma população de 50 380 pessoas e 12 237 domicílios.